# Ciliata mustela
Ciliata mustela (Linneo, 1758) è un pesce osseo marino appartenente alla famiglia Lotidae.

## Distribuzione e habitat
L'areale di C. mustela comprende le coste europee dell'oceano Atlantico e del mare del Nord a partire dal Portogallo a sud alla Norvegia settentrionale, comprese le isole Britanniche, l'Islanda e la parte occidentale del mar Baltico. Specie molto comune sulle coste atlantiche europee ma completamente assente dal mar Mediterraneo. Tollera temperature dell'acqua comprese tra 8 e 24 °C.
Popola acque molto basse, generalmente nella zona intertidale, compresa tra l'alta e la bassa marea. Gli esemplari di maggiori dimensioni vivono anche in acque poco più profonde. L'habitat è su fondi duri ricchi di alghe ma si può incontrare, soprattutto gli adulti, anche su fondi molli o a conchiglie. Di solito staziona sotto le pietre.

## Descrizione
Questo pesce ha corpo slanciato a sezione cilindrica con testa e bocca relativamente piccole. La pinna dorsale e la pinna anale sono allungate ma basse, di altezza costante. Davanti alla dorsale c'è una serie di brevi filamenti disposti in fila che sono le vestigia della prima pinna dorsale. La pinna caudale è piccola e spatolata. Ha 5 barbigli: due presso le narici, due sul labbro superiore e uno sulla mandibola. La colorazione è bruna più o meno scura o con toni rossicci, uniforme, che sfuma al biancastro sul ventre.
La taglia massima è di 25 cm ma mediamente ha una lunghezza non superiore a 20 cm.

## Biologia
Sembra che non viva più di tre anni.

### Comportamento
Notturna e molto timida, fugge non appena si tenta di avvicinarsi o si solleva la pietra che costituisce il suo rifugio. Ha la capacità di ritornare alla sua zona abituale se spostata.

### Alimentazione
Si nutre di piccoli animali bentonici, soprattutto crostacei (copepodi, eufausiacei, cladoceri e decapodi), in minor misura cattura anche anellidi e stadi giovanili di vari taxa. Occasionalmente si nutre di piccoli pesci, tra cui gobidi del genere Pomatoschistus.

### Predatori
È riportata la predazione sui giovanili da parte dell'aringa mentre gli adulti sono prede del nasello e del grongo.

### Riproduzione
Si riproduce in inverno in acque appena più profonde di quelle in cui vive abitualmente. La maturità sessuale è raggiunta a un anno. Le femmine depongono da 9000 a 30000 uova pelagiche con una goccia d'olio all'interno per assicurare il galleggiamento. Le larve hanno un primo stadio pelagico in cui mostrano una colorazione argentea e scendono sul fondale all'inizio della stagione calda.

## Pesca
Priva di qualunque importanza.

## Conservazione
Questa specie è comune e non è soggetta a pesca né ad impatti di altro tipo eccetto l'antropizzazione delle zone costiere in cui vive. La lista rossa IUCN la classifica come "a rischio minimo".

## Specie affini
Ciliata septentrionalis ha distribuzione più nordica ed è molto simile, si distingue principalmente per la presenza di piccoli lobi carnosi simili a una frangia sul labbro superiore.